# ولی هایتس (ویرجینیای غربی)
ولی هایتس، ویرجینیای غربی (به انگلیسی: Valley Heights, West Virginia) یک منطقهٔ مسکونی در ایالات متحده آمریکا است که در شهرستان سامرز، ویرجینیای غربی واقع شده‌است.

## خصوصیات
ولی هایتس ۴۷۷٫۰۲ متر بالاتر از سطح دریا واقع شده‌است.